# Hamilton City
Hamilton City és una concentració de població designada pel cens dels Estats Units a l'estat de Califòrnia. Segons el cens del 2009 tenia 2.075 habitants.

## Demografia
Segons el cens del 2000, Hamilton City tenia 1.903 habitants, 513 habitatges, i 431 famílies. La densitat de població era de 2.370,2 habitants/km².
Dels 513 habitatges en un 52% hi vivien nens de menys de 18 anys, en un 64,9% hi vivien parelles casades, en un 11,7% dones solteres, i en un 15,8% no eren unitats familiars. En el 10,5% dels habitatges hi vivien persones soles el 4,7% de les quals corresponia a persones de 65 anys o més que vivien soles. El nombre mitjà de persones vivint en cada habitatge era de 3,71 i el nombre mitjà de persones que vivien en cada família era de 4.
Per edats la població es repartia de la següent manera: un 33,4% tenia menys de 18 anys, un 12,6% entre 18 i 24, un 28,3% entre 25 i 44, un 18,5% de 45 a 60 i un 7,2% 65 anys o més.
L'edat mediana era de 28 anys. Per cada 100 dones de 18 o més anys hi havia 113,1 homes.
La renda mediana per habitatge era de 33.169 $ i la renda mediana per família de 34.167 $. Els homes tenien una renda mediana de 20.405 $ mentre que les dones 14.191 $. La renda per capita de la població era de 9.047 $. Entorn del 17,5% de les famílies i el 20,6% de la població estaven per davall del llindar de pobresa.

## Poblacions més properes
El següent diagrama mostra les poblacions més properes.